# Español puertorriqueño

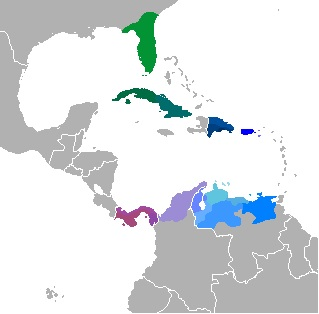
Variedades del español del Caribe y norte de Sudamérica.

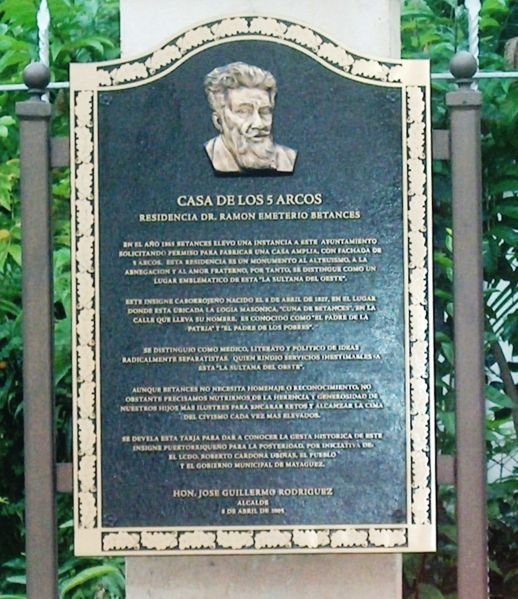
Placa en el municipio de Mayagüez, escrita íntegramente en español.

El español puertorriqueño (es-PR) es la variedad de la lengua española hablada en Puerto Rico y por millones de personas de ascendencia puertorriqueña fuera de Puerto Rico. Es una más de las variantes locales del español caribeño.

## Fonología
- Seseo: En algunas partes de España, se considera español correcto que la letra "z" y las combinaciones "ci" y "ce" se pronuncien de manera similar a la "th" inglesa, con las excepciones de: parte de Galicia, parte de Andalucía y las Islas Canarias. En la mayor parte de la España de habla hispana, la pronunciación de los apellidos que terminan en la letra "z" suena similar a la "th" inglesa. Ejemplo: "López" y "Hernández" se pronuncian como "Lópeth" y "Hernándeth", etc. Seseo se refiere a la pronunciación de un sonido /s/ para la letra solista escrita ⟨z⟩ y la letra ⟨c⟩ cuando le sigue una ⟨i⟩ o una ⟨e⟩. Ejemplo de seseo: zapato es /saˈpato/, no /θaˈpato/. El español con seseo es común en toda América Latina y el Caribe de habla hispana.
- Aspiración o eliminación de la /s/

En la posición final de sílaba (es decir, antes de una consonante o al final de una palabra), /s/ se elimina a [h] ([ɦ] antes de consonantes sonoras) o se elimina por completo. Los ejemplos incluyen [laɦ ˈrosah] en lugar de [laz ˈrosas] (las rosas, "las rosas") [loɦ ðoh] en lugar de [loz ðos] (los dos, "los dos"). Esto también es común en otras áreas de "tierras bajas españolas" (cuenca del Caribe, Río de la Plata, Chile, etc.) y en la mitad sur de España. La frase más común que afecta es "¿Como estás tú?" y "¿Cómo está Ud?". Respectivamente, suenan como [ˈkomwe(h)ta(h)ˈtu] y [ˈkomwe(h)taw(h)ˈte](Ver "Eliminación de la letra "d" entre vocales y al final de palabra".)
- Glotalización de /x/

/x/ generalmente se realiza como [h] : [laɦ muˈheɾeh] en lugar de [laz muˈxeɾes] (las mujeres, "the women") y [hoˈse] en lugar de [xoˈse] (José, "Joseph"). Eliminación de /d/ entre vocales /d/ sufre una lenición hasta el punto de eliminación completa (/d/ > [ð] > [Ø]): [ehˈtao] en lugar de [esˈtaðo] (estado, "estado") y [ˈto.o] en lugar de [ˈtoðo] ("todos").
- Eliminación de /d/ al final de una palabra

En ese caso, se suele poner énfasis en la vocal final. Los ejemplos incluyen [paˈɾe] en lugar de [paˈɾeð] (pared, "pared") y [maˈðɾi] en lugar de [maˈðɾið] (Madrid).
- Fricativización de /r/ a [χ]

Muchos puertorriqueños rurales no hacen rodar sus lenguas en el sonido de la doble "r" en las palabras (por ejemplo, "arroz" o "carro"), lo que hace que suene como el loch escocés, arroz y carro se pronuncian [aˈχos] y [ˈkaχo] respectivamente. Sin embargo, es principalmente una variante libre de /r/, lo que hace que [aˈχos] y [ˈkaχo] sean intercambiables con [aˈros] y [ˈkaro] respectivamente.
- Lateralización de /r/ a [l]

La /r/ que es el final de una sílaba (no seguida de una vocal) a menudo se cambia a una /l/, por lo que palabras como "perdón" y "Puerto Rico" se convierten en "peldón" y "Puelto Rico" respectivamente.
- Realización de /r/ final de sílaba y palabra

Aparte de [r], [r], [χ] y [l], la /r/ final de sílaba se puede realizar como [ɹ], una influencia del inglés estadounidense en el dialecto puertorriqueño; " verso " (verso) se convierte en [ˈbeɹso], aparte de [ˈbeɾso], [ˈberso] o [ˈbelso], "invierno" (invierno) se convierte en [imˈbjeɹno], aparte de [imˈbjeɾno], [imˈbjerno] o [imˈbjelno] y " parlamento " (parlamento) se convierte en [paɹlaˈmento], aparte de[paɾlaˈmento], [parlaˈmento] o [palaˈmento]. En la posición final de palabra, /r/ normalmente será: ya sea un trino, toque, aproximado, [l] o elidido cuando es seguido por una consonante o una pausa, como en amo [r ~ ɾ ~ ɹ ~ l ~ ∅] paterno ("amor paterno"). Un toque, aproximado o [l] cuando va seguido de una palabra con inicial de vocal, como en amo [ɾ ~ ɹ ~ l] eterno ("amor eterno").
- Retracción de /n/ a [ŋ]

La /n/ final de palabra se pronuncia como velar [ŋ] ([ŋ] es un alófono de /n/ antes de las consonantes velares y la posición final de palabra), las palabras incluyen considerando [kõnsiˈðeɾãŋ] ('consideran') y Teherán [teeˈɾãŋ] ("Teherán"). El mejor y más conocido ejemplo de este patrón se puede escuchar en la pronunciación puertorriqueña por el uso generalizado de la palabra inglesa man que suena como "meyng". Acortamiento de palabras
- Los puertorriqueños también suelen acortar palabras eliminando sílabas enteras. Algunos ejemplos son las palabras "para", "madre" y "padre": los puertorriqueños pueden pronunciar para como /pa/, madre como /mai/ y padre como /pai/. *También escucharán las palabras comadre y compadre (amigo femenino y masculino, respectivamente) pronunciadas y deletreadas como comay y compay. Otra expresión muy hablada, cantada y escrita es pa' tí por para tí, que significa "para ti" en un discurso familiar o íntimo.

## Influencia taína
Antes de que los españoles llegaran a Puerto Rico en 1493, en la isla vivían miles de taínos. Aún existen varias palabras de ascendencia taína, las cuales entraron en el español por las mezclas de culturas y se difundieron a muchas otras lenguas, como hamaca (amaká), huracán (urakán), tabaco, guayaba (guava), barbacoa y canoa.
Los puertorriqueños utilizan muchas palabras taínas que no forman parte del léxico del español internacional.
La influencia taína es más evidente en los nombres geográficos, como Caguas, Cayey, Guaynabo, Humacao, Jayuya, Mayagüez y Yabucoa.

## Influencia africana
Los primeros africanos esclavos fueron traídos a la isla en el siglo XVI. A pesar de las 31 diferentes tribus africanas que se han registrado en Puerto Rico, se considera que la principal influencia en el español local viene del Congo. Algunas palabras de uso general que tienen origen africano son fufú (hechizo), gandul, malanga (tubérculo), mondongo (sopa de callos, si bien su origen no está claro) y candungo (envase grande para poner agua).

## Influencia española
Dado que la mayoría de los colonos originales de Puerto Rico entre los siglos XV y XVIII procedían de Andalucía, la base para la mayoría del español de Puerto Rico es andaluza. Por ejemplo, las terminaciones -ado, -ido y -edo a menudo pierden la "d" intervocálica: tanto en Andalucía como en Puerto Rico, se usan "hablao" (en vez de "hablado"), "vendío" (en vez de "vendido") y "deo" (en vez de dedo). La pérdida de la "d" intervocálica es bastante general en la costa de dialectos americanos.
En Andalucía, también la fuente de la fusión de los fonemas "s" (como en "coser") y "z" (como en "cocer") que se pronuncian "s" en gran parte de Andalucía y en general en todos los dialectos de América Latina. Esta fusión se llama "seseo" y hace pares homófonos, como cocer / coser, abrazar / abrasar, vez / ves. Otro rasgo de Andalucía es la tendencia a debilitar las consonantes postvocálicas, sobre todo "s", como en "Loh doh" (en vez de "Los dos") o ante consonante, como en "bujca" (en vez de "busca"). Pronunciar "-l" en vez de "-r" —como letra final de una palabra o cuando se coloca antes de una consonante— este rasgo es muy peculiar en el español de Puerto Rico: procede del sur de España (por ejemplo, "coltal", en vez de "cortar").
El español de las islas Canarias también contribuyó en gran medida en la evolución del español de Puerto Rico: miles de canarios emigraron allí con la esperanza de establecer una vida mejor en las Américas y formaron la base de la inmigración puertorriqueña del siglo XIX, a la que habría que añadir las cientos de familias canarias que emigraron a Puerto Rico desde 1685 hasta finales del siglo XVIII, debido al llamado Tributo de Sangre. Los canarios, como los puertorriqueños, habían heredado la mayor parte de sus rasgos lingüísticos de Andalucía. La influencia canaria está más presente en el idioma de los puertorriqueños que viven en la región montañosa central. Los dialectos de las Canarias y del Caribe comparten una entonación similar que, en términos generales, significa que las vocales suelen ser bastante largas. El español de Puerto Rico y el español de Canarias son prácticamente similares.
Más tarde, en el siglo XIX, otros inmigrantes españoles de Cataluña, Islas Baleares, Asturias y Galicia, además de otros europeos, en su mayoría de Francia (incluyendo Córcega), Italia, Irlanda, Escocia, Alemania, árabes e incluso algunos chinos de ultramar se establecieron en Puerto Rico. Las palabras de estas regiones y países se unieron a la olla lingüística.

## Influencia de los Estados Unidos en Puerto Rico: anglicismos
En 1898, durante los conflictos armados de la Guerra hispano-estadounidense, España cedió Puerto Rico a los Estados Unidos como parte de un tratado de paz que llevó a la Guerra Hispano-Estadounidense a una conclusión repentina y aún es la única dependencia que tiene como idioma oficial el español. El Ejército de Estados Unidos y la administración colonial trató de imponer el inglés a los residentes de la isla. Entre 1902 y 1948, el principal idioma de instrucción en las escuelas públicas (se usaba para todas las materias, excepto los cursos en español) fue el inglés. En consecuencia, muchas palabras en inglés estadounidense se encuentran ahora en el vocabulario de Puerto Rico. El inglés ha tenido un estado fluctuante como un segundo idioma oficial de la Isla hasta el año 2015. La mayoría de los puertorriqueños de hoy no hablan inglés en casa, y el español sigue siendo la lengua materna de los puertorriqueños, independientemente de sus opiniones políticas.
Muchos puertorriqueños de tercera y cuarta generación que viven en los Estados Unidos toman palabras del inglés o insertan expresiones en ese idioma en medio de una frase en un fenómeno llamado "cambio de código", peyorativamente caracterizado como "Spanglish". La escritora puertorriqueña Giannina Braschi publicó la primera novela en Spanglish (Yo-yo boing!), en 1998, un libro que representa el estilo lingüístico de conmutación de código de algunos inmigrantes latinos en los Estados Unidos. Sin embargo, esta mezcla de español e inglés no es más que una mezcla informal de las lenguas, no una lengua separada o dialecto, y no es una característica fundamental del español o de la cultura puertorriqueña. Es simplemente una conveniencia ocasional utilizada por los oradores que no dominan bien los dos idiomas. Por ejemplo, "Me voy a comer un jambelguel" (Me voy a comer una hamburguesa, o "hamburger").

Ubicación del municipio en Puerto Rico.

Puerto Rico cuenta con representación en la Real Academia Española y tiene su propia academia nacional junto con el español que hablan los demás países de América Latina.

## Doblaje de Puerto Rico
A partir de 1958 se desarrolla una industria del doblaje en la Isla, que sería muy activa hasta finales de la década de 1970. Las causas se deben a la expansión de la industria de Hollywood, y a que en la España franquista había una política proteccionista que impedía que los doblajes hechos en la península no se pudiesen emitir en ningún otro país, hecho que hacía los doblajes americanos más atractivos, ya que no había limitaciones para la emisión en España de los doblajes realizados en otro lugar. Dichas producciones se realizaban en el llamado Español neutro.

## Palabras muy utilizadas en Puerto Rico
- abochornao: (aféresis, participio de abochornar), causar bochorno, vergüenza o turbación a alguien.
- abombao: (aféresis, participio de abombar), dicho de utensilios o líquidos. Empezar a corromperse.
- afrentao: (aféresis, afrentado —usado en sentido opuesto—, un desvergonzado), que no siente vergüenza en ser maceta, miserable, avariento, tacaño.
- a fuego: expresión de apruebe, gusto, agrado.
- agitao: (aféresis, agitado), estar muy molesto o enojado; que se ha acelerado. Que se está en desasosiego.
- ahumado: [del participio de ahumar] dicho de un alimento expuesto al humo durante la cocción y ha adquirido mal sabor (el arroz se ahumó).
- ajumáo: dicho del que toma hasta llegar a la embriaguez; tomado, mareado, pasado de copas.
- atorrante: vagabundo; persona de mala calaña.
- batey: (voz taína) patio
- bendito: (aféresis, 'bendito sea Dios') simpatía hacia una persona o tristeza; frustración o desesperación.
- berrinche: irritación manifestada de forma ostensible. El niño me ha formado tremendo berrinche en público.
- bicho: (vulg. mal sonante) miembro masculino.
- bizcocho: pastel.
- brutal: asombroso, bonísimo, estupendo.
- caco: que escucha reguetón; emula en vestimenta figuras del género musical. Ese tipo viste y habla como caco.
- cafre: bárbaro, cruel, alguien rústico; persona que en su forma de ser causa mal gusto. ¡Te he dicho mil veces que no hables con ese cafre!
- capear: ir en busca de o adquirir sustancias narcóticas, deprimentes, estimulantes o alucinógenas. Dice que no tiene para comida, pero no está falto de dinero cuando va a capear drogas.

- cel, celu o celular: teléfono móvil. Pásame el celu que necesito realizar una llamada.
- chavienda: usado para demostrar enfado, disgusto o desagrado por situación u obligaciones. Me han dado un trabajo que ha sido una chavienda para conseguir información. Muy grande, magnífico, mucho mejor que. Yo soy una chavienda en matemáticas.

- china: naranja.
- chocha: (vulg. mal sonante) vulva y vagina del aparato genital femenino.
- chocho: que chochea. Facultades físicas y mentales debilitadas por efecto de la edad.
- chota: (expresión coloquial) chismoso. El término se originó en presidios para designar reos no leales.
- cráneo: persona inteligente
- cuneta: zanja en ambos lados de las carreteras para recoger agua de las lloviznas. Delimitados en sus laterales por el sardinel de las aceras.
- deo: aféresis. Dedo.
- enchismá o enchismao: molesta o molesto
- enfogonao: molesto o enfadado.
- eñangotarse: agacharse o estar en cuclillas.
- farandulero/a: aficionado a figuras, eventos de farándula.
- fiebrú: (vulg. de afiebrado) apasionado, ardiente. Está fiebrú con el auto nuevo.
- fracatán: sinnúmero.
- friquitín: figón; casa de baja categoría donde se guisan y venden comestibles, en especial fritanga.
- gistro: tanga (del inglés g-string).
- guagua: camioneta; bus o autobús.
- gufiá o gufiao: chévere, estupendo.
- guapo:-bien parecido. ¡Te ves muy guapa! -persona propensa a riñas; pendenciero. Se puso guapo con el oficial y eso fue para problemas.

- guillao, guillá, guillú o guillúa: persona orgullosa o arrogante.
- guineo: plátano hembra o carmbur
- jeringar: molestar o interrumpir.
- jeringue: que causa molestia, incomodidad. "Nene que mucho tu jeringas!" "Deja el jeringue que te voy a dar!"
- jevo/a: novio/a
- jurutúngo: que está muy lejos. "Su casa queda en el jurutúngo viejo!"
- juyír: escapar, huir.
- maceta: persona que no da dinero fácilmente; miembro masculino.
- mai o mami: término corto para madre o mamá.
- metrosexual: hombre meticuloso acerca de su apariencia personal que invierte gran cantidad de tiempo y dinero en su apariencia física.
- mejunje: Ungüento o infusión para calmar o aliviar algún malestar, catarro, fiebre o enfermedad no grave. "Hazme un mejunje que tengo la monga." También puede referirse a cualquier platillo de comida, al que no se puede explicar su contenido. "Ese plato de arroz parece un mejunje."

- nene, nena: chico, chica
- pai o papi: término corto para padre o papá.
- pana: amigo cercano.
- panapén (breadfuit) Se puede hervír y/o hacer tostones.
- pantallas: pendientes, aretes.
- parkin': (voz fr. y del inglés. parking 'plaza usada para aparcar vehículos') aparcamiento.
- parquearse: (anglicismo) aparcar o aparcarse.
- pataleta: disgusto o enfado.
- pelao': que se está sin dinero.
- pendejo/a: idiota, estúpido/a. Persona que tiene miedo de enfrentar algo o a alguien.
- presentao/ado: entrometido o meticuloso.
- primo: apelativo para designar amigo o compañero. Un tío.
- raitrú (del inglés right true) expresión para asegurar veracidad de hechos sucedidos. Forma coloquial e informal: jurar, prometer.
- tráfala: persona ruin. Que es de baja, mala calaña.
- zafacón: recipiente para recoger las basuras.

## Español puertorriqueño en la actualidad
En la actualidad, el español con acento y/o entonación puertorriqueña presenta una gran expansión dentro de la diversidad de su subregión. Por ejemplo, en la zona central y en el campo, se habla con la típica entonación canaria y andaluza de los puertorriqueños. En las zonas urbanas, el español usado está bastante influenciado con el vocabulario y la entonación africana. Los jóvenes emplean palabras como:
- pichea - ignorar
- el duro o la bestia - el mejor
- tiraera - guerra lirical (ya sea en rap, reguetón o trap) o lanzar indirectas (o directas) contra alguien a quien se le considera un rival.
- yal - Forma de llamarle a las mujeres en el reguetón (adaptación de gial, de origen jamaiquino, que llega a Puerto Rico mediante el reggae dancehall panameño, es decir, una cuestión cultural caribeña). Por razones clasistas se ha resemantizado con el tiempo de forma peyorativa. Ahora la palabra se asocia con una mujer "cafre", es decir, de pocos modales, con un registro lingüístico exclusivamente popular, de bajos recursos y ligada a la cultura del género urbano en Puerto Rico.
- puñeta - En su sentido literal, tiene una connotación sexual. Figurativamente los boricuas lo usan como interjección para expresar: sorpresa, coraje, dolor, valentía, entre otros.
- janguear - Anglicismo adaptado ("hang out") por puertorriqueños (por eso se le considera un puertorriqueñismo) que significa salir de juerga o fiesta.
- tripear - Vacilar, hacer chistes o burlarse de alguien. Puertorriqueñismo en el que se adapta un anglicismo ("tripping", alusivo al efecto de las drogas).